# Biblioteca Popular de Valls
La Biblioteca Popular de Valls és un edifici noucentista del 1918 protegit com a bé cultural d'interès local de Valls (Alt Camp).

## Descripció
És un edifici aïllat. La façana principal presenta tres cossos, un central i dos laterals simètrics, damunt dels quals s'eleven dos templets de base circular amb vuit columnetes jòniques que sostenen una volta semiesfèrica. El cos central està format per dues columnes i quatre pilastres jòniques, i dona accés al vestíbul d'entrada. L'acabament el forma un frontó coronat per un timpà de línia sinuosa. Està construït amb maó i arrebossat. Està pintat de gris i blanc.

## Història
Fou la primera biblioteca popular creada per la Mancomunitat de Catalunya. L'obra s'encarregà a l'arquitecte Lluís Planas i Calvet, i el senyor Francesc Dasca i Boada facilità el procés de creació amb la donació del terreny. La col·locació de la primera pedra data del 23 d'octubre de 1916. El 24 de juny de 1918 s'inaugurà i el 16 de juliol del mateix any s'obrí al públic. El maig de 1920 s'establí el servei de préstec. Recentment, l'any 1981, es van fer obres de condicionament i millora.
Després d'un llarg procés d'abandonament i posterior restauració a càrrec de la Diputació de Tarragona, es van tornar a obrir les portes, coincidint amb la festivitat de le Decennals de la Mare de Déu de la Candela (febrer 2011), amb una exposició sobre l'escriptor vallenc Narcís Oller. Aquesta exposició recreava l'ambient d'estudi on Narcís Oller perfilava les seves novel·les.